# Arirang News
Arirang News (hangul: 아리랑 뉴스) är ett sydkoreanskt TV-program på engelska som sänds varje fredag på Arirang TV.

## Beskrivning
Varje vecka framträder utvalda artister live på scen med sina nya låtar i programmet. Det finns ingen bestämd programledare utan en av artisterna som framträder under programmet tar åt sig rollen som programledare. Till skillnad från liknande program utses ingen vinnare i Simply K-pop, som enbart fokuserar på framträdanden och intervjuer.
Tillsammans med liknande program som sänds under veckan på andra TV-kanaler är Simply K-pop en av de främsta plattformarna för marknadsföring av ny musik i Sydkorea. Redan etablerade skivbolag och artister har större chans att få medverka i programmen då det bland annat ger högre tittarsiffror.

## Liknande program
- The Show — tisdagar på SBS MTV
- Show Champion — onsdagar på MBC Music
- M! Countdown — torsdagar på Mnet
- Music Bank — fredagar på KBS
- Show! Music Core — lördagar på MBC
- Inkigayo — söndagar på SBS